# Péter Hédervári
Péter Hédervári, (Budapest, 29 de abril de 1931 - Budapest, 27 de junio de 1984) fue un geofísico húngaro, popular por su labor como divulgador científico en su país.

## Semblanza
Geofísico, divulgador científico, astrónomo aficionado y miembro de varias sociedades científicas nacionales e internacionales. Doctor por la Universidad Loránd Eötvös de Budapest, donde trabajó como miembro del personal del Instituto Geofísico entre 1952 y 1963. A partir de 1968, fue columnista del semanario Élet és Tudomány (Vida y Ciencia).
Su campo de especial interés era la geología de la Luna y de los planetas similares a la Tierra. Sus artículos sobre estos temas aparecieron en Fizikai Szemle (Revisión de Física), Magyar Fizikai Folyóirat (Revista Húngara de Física), Földrajzi Közlemények (Boletín Geográfico), y Földtani Közlöny (Revista de Geología). Varias revistas extranjeras también publicaron sus artículos. 
Además, uno de sus logros más importante fue su contribución al entendimiento general de la ciencia mediante sus artículos populares y libros.

## Eponimia
- El (cráter lunar Hédervári), próximo al polo sur lunar, lleva este nombre en su memoria.

- Datos: Q1057325
- Multimedia: Péter Hédervári / Q1057325